# Paralophaster antarcticus
Paralophaster antarcticus är en sjöstjärneart som först beskrevs av Jean Baptiste François René Koehler 1912.  Paralophaster antarcticus ingår i släktet Paralophaster och familjen solsjöstjärnor. Inga underarter finns listade i Catalogue of Life.